# Sztutowo (gmina)
Sztutowo – gmina wiejska w województwie pomorskim, w powiecie nowodworskim. W latach 1975–1998 gmina położona była w województwie elbląskim.
W skład gminy wchodzi 8 sołectw: Grochowo Trzecie, Groszkowo, Kąty Rybackie, Kobyla Kępa, Łaszka, Płonina, Sztutowo, Grochowo Pierwsze.
W latach 1973–1991 do gminy należało sołectwo Krynica Morska, obejmujące miejscowości: Krynica Morska, Przebrno i Siekierki (wcześniej osiedle w powiecie elbląskim). 1 kwietnia 1991 r. jego obszar wyłączono z gminy, tworząc osobną gminę miejską; w podobny sposób prawa miejskie uzyskała np. Czarna Woda (wyłączenie w 1993 r. z gm. Kaliska).
Siedziba gminy to Sztutowo.
Według danych z 31 grudnia 2007 gminę zamieszkiwało 3520 osób.
W latach 1939–1945 znajdował się na terenie gminy hitlerowski obóz koncentracyjny „KL Stutthof”. Był to najdłużej działający obóz koncentracyjny poza Niemcami.

## Struktura powierzchni
Według danych z roku 2005 gmina Sztutowo ma obszar 107,49 km², w tym:
- użytki rolne: 32%
- użytki leśne: 17%

Gmina stanowi 16,47% powierzchni powiatu.

## Demografia

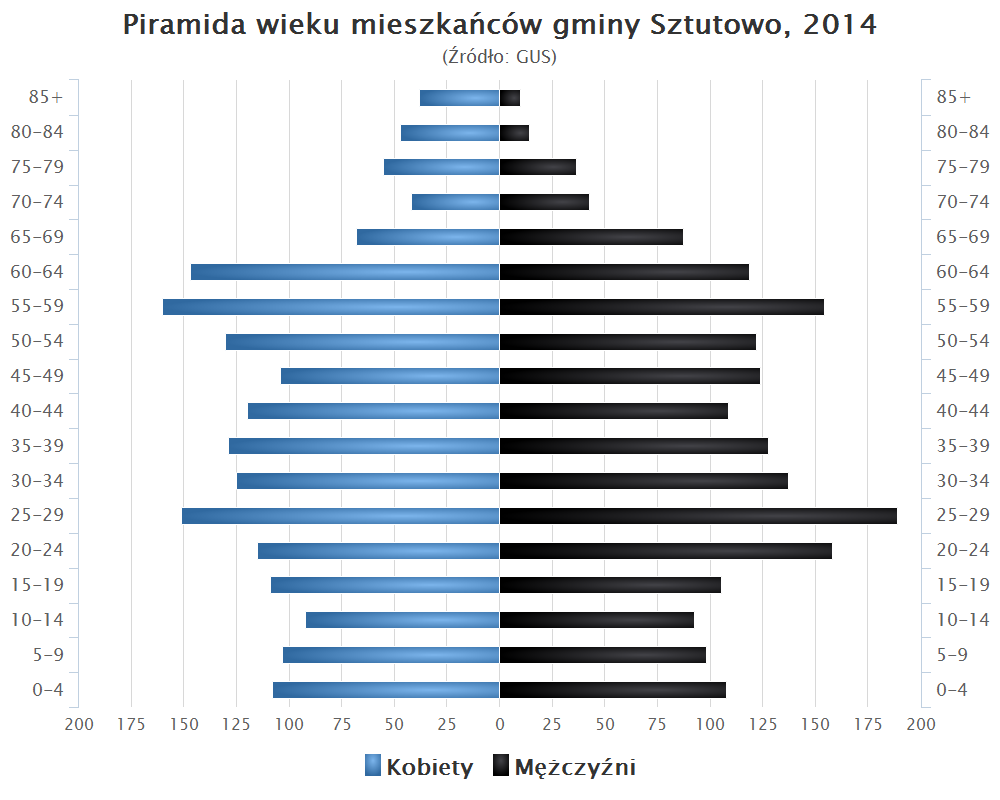
Piramida wieku mieszkańców gminy Sztutowo w 2014 roku

Dane z 30 czerwca 2004:
| Opis                              | Ogółem | Ogółem | Kobiety | Kobiety | Mężczyźni | Mężczyźni |
| --------------------------------- | ------ | ------ | ------- | ------- | --------- | --------- |
| jednostka                         | osób   | %      | osób    | %       | osób      | %         |
| populacja                         | 3551   | 100    | 1787    | 50,3    | 1764      | 49,7      |
| gęstość zaludnienia (mieszk./km²) | 33     | 33     | 16,6    | 16,6    | 16,4      | 16,4      |

## Pozostałe miejscowości niesołeckie
Dublewo, Graniczna, Grochowo Drugie, Przyłap, Skowronki, Sztutowska Kępa, Wydmina

## Ochrona przyrody
- Park Krajobrazowy Mierzeja Wiślana
- Rezerwat przyrody Kąty Rybackie
- Obszar Chronionego Krajobrazu Rzek Szkarpawy i Tugi
- Obszar Natura 2000 Zalew Wiślany i Mierzeja Wiślana PLH280007
- Obszar Natura 2000 Zalew Wiślany PLB280010
- 1 pomnik przyrody[5]
- Morski obszar chroniony MPA nr 83 Zalew Wiślany i Mierzeja Wiślana w systemie Bałtyckich Obszarów Chronionych HELCOM[6]

## Sąsiednie gminy
Krynica Morska, Nowy Dwór Gdański, Stegna, Tolkmicko. Gmina sąsiaduje z Morzem Bałtyckim oraz Zalewem Wiślanym.